# Дубошин, Алексей Михайлович
Алексей Михайлович Дубошин (16 марта 1905 — 1 января 1981 года) — советский военачальник, военный лётчик, генерал-майор авиации (29.10.1941), командир авиационных дивизий в годы Великой Отечественной и Советско-японской войн.

## Биография
Алексей Михайлович родился 16 марта 1905 года в городе Саратов. Русский.
В Красной армии с сентября 1924 года.
В сентябре 1924 года призван в армию и был направлен во Владивостокскую пехотную школу, которую окончил в 1927 году. После школы служил в стрелковых частях Красной армии. В 1928 году направлен на стажировку в качестве летчика-наблюдателя в 28-ю авиационную эскадрилью ВВС Ленинградского военного округа в Гатчине. По завершении стажировки направлен на обучение в 3-ю военную школу летчиков и летнабов. Окончив школу в 1929 году был оставлен в ней инструктором. С должности командира звена направлен в Военно-воздушную академию имени Жуковского. После окончания академии в 1937 году был начальником штаба в бомбардировочных бригадах и полках. С февраля 1939 года — командир 64-й тяжелой бомбардировочной бригады, а с ноября 1940 года — командир 18-й авиационной дивизии авиации дальнего действия.
В начале войны части 18-й авиационной дивизии поддерживали войска Юго-Западного фронта в приграничных сражениях и оборонительных операциях на Украине. С августа 1941 года Дубошин вступил в командование 52-й авиационной дивизии дальнего действия, которая находилась в резерве Ставки ВГК и наносила бомбовые удары по политическим и военно-промышленным районам Германии и её союзников. С марта 1942 года командовал 24-й авиационной дивизией дальнего действия. В апреле 1942 года генерал-майор Дубошин направлен на Дальний Восток на должность заместителя командующего ВВС Дальневосточного фронта по бомбардировочной авиации.
В конце апреля 1945 года назначен командиром 179-й бомбардировочной авиадивизии. Дивизия формировалась в составе 7-го бомбардировочного авиационного корпуса за счет полков, прибывших с запада страны. Дивизия участвовала в Хингано-Мукденской наступательной операции, нанося удары по войскам и объектам японских войск в районе городов Чанчунь и Харбин. Всего дивизия выполнила 164 успешных боевых вылетов, не имея при этом боевых и небоевых потерь.
После войны командовал этой дивизией до августа 1947 года, затем был переведен начальником отдела боевой подготовки — заместителем начальника штаба 14-й воздушной армии Прикарпатского военного округа.
С декабря 1948 года — в распоряжении Главкома ВВС, в марте 1949 года — заместитель командира 12-й транспортной авиадивизии воздушно-десантной армии, с июля — заместитель командира 3-й гвардейской транспортной авиадивизии воздушно-десантной армии. 
В сентябре 1951 года уволен в запас.
Умер 1 января 1981 года в Оренбурге.

## Награды
Награждён орденами Ленина, Красного Знамени, Александра Невского и медалями.